# Ivan Edeshko
Ivan Edeshko, (en ruso: :Иван Иванович Едешко) nacido el 25 de marzo de 1945 en Stetski, Bielorrusia, es un exjugador de baloncesto de la URSS. Consiguió 8 medallas en competiciones internacionales con la Unión Soviética.

## Trayectoria
- 1963-1970 Spartak Minsk
- 1971-1977 CSKA Moscú
- 1977-1979 SKA Kiev
- 1979-1980 CSKA Moscú
- 1980-1981 SKA Kiev